# 칭허잉역
칭허잉역(중국어: 清河营站)은 중국 베이징시 차오양구 라이광잉 지구 칭허잉 마을의 베이위안 동로와 수이안 남로의 교차로에 위치한 베이징 지하철 17호선의 지하철역으로 2023년 12월 30일 17호선 북부 구간 개통과 함께 개장하였다.

## 역 구조
이 역은 지하 2층 건물의 섬식 승강장 구조의 역이다. 총 길이 360m, 표준구간 폭 21.1m이다.
| 지면     |                                 | 출입구                                        |
| 지하 1층 | 대합실                          | 티켓 서비스, 자동 티켓 판매기, 출입 게이트    |
| 지하 2층 | ←                               | ■ 17호선 웨이라이커쉐청베이 방면 (톈퉁위안둥) |
| 지하 2층 | 섬식 승강장, 왼쪽 출입문이 열림 |                                               |
| 지하 2층 | →                               | ■ 17호선 자후이후 방면 (훙쥔잉)               |

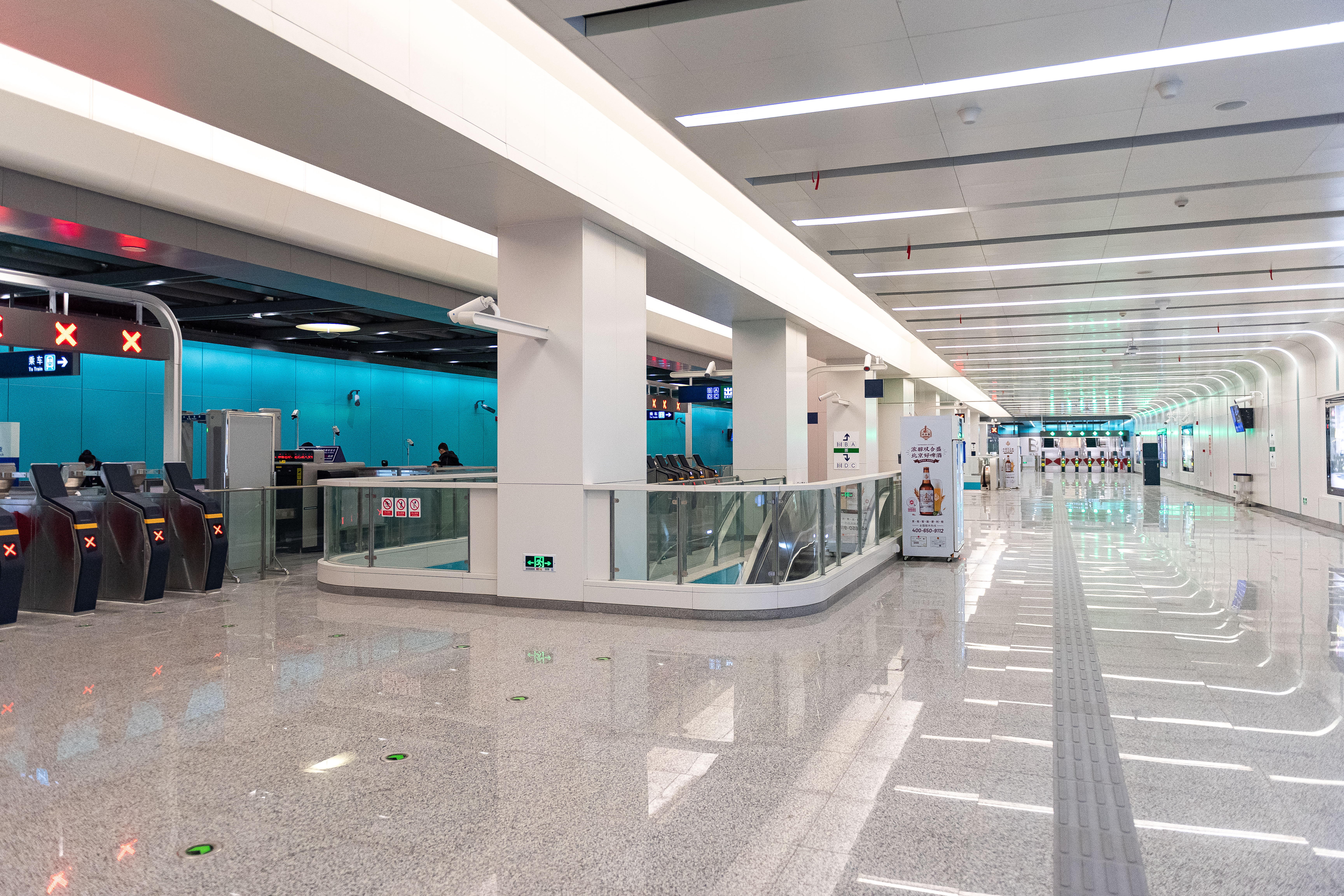
대합실1
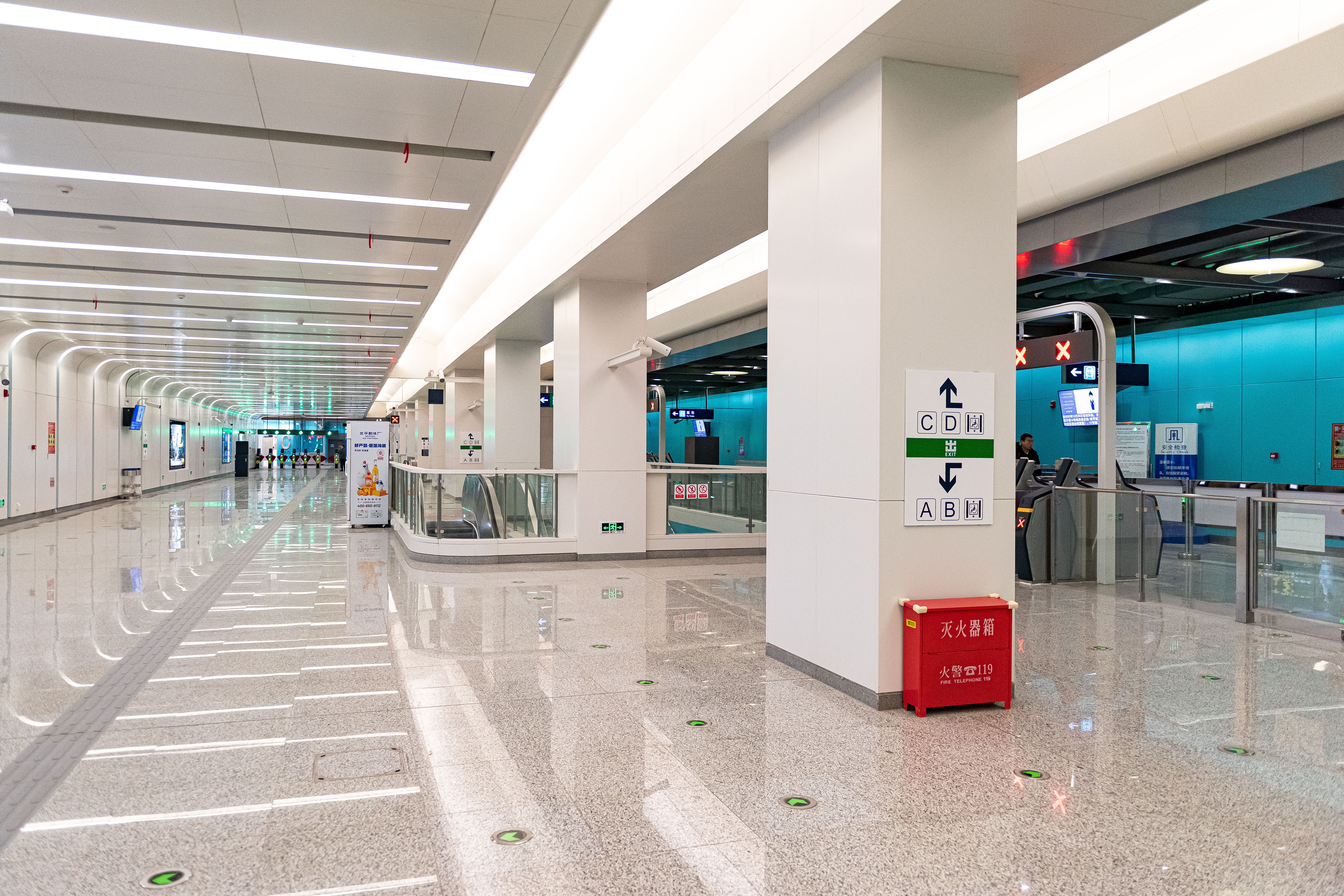
대합실2

## 출구
칭허잉 역에는 4개의 출입구가 있다. A 입구는 수이안 남가 북측(水岸南街北侧)에 있고, B 출구와 C 출구는 베이위안 동로 동측(北苑东路东侧)에 있으며, D 출구는 수이안 남가 남측(水岸南街南侧)에 있다. 입구 A와 C에는 수직형 엘리베이터가 있지만, 입구 C에는 에스컬레이터가 존재하지 않는다.
|                         |                         |                                  |      |             |
| 출구                    | 지시                    | 출구 인근                        | 사진 | 무장애 시설 |
| 出口 · A                | 수이안 남가(水岸南街)   |                                  |      |             |
| 出口 · B                | 베이위안 동로(北苑东路) |                                  |      | 빈칸        |
| 出口 · C                | 베이위안 동로(北苑东路) | 칭허잉 교야 공원(清河营郊野公园) |      |             |
| 出口 · D                | 수이안 남가(水岸南街)   |                                  |      | 빈칸        |
| 아이콘 설명: 엘리베이터 |                         |                                  |      |             |